# Brasiléia (gemeente)
Brasileia is een gemeente in de Braziliaanse staat Acre. De gemeente telt 20.238 inwoners (schatting 2009).

## Aangrenzende gemeenten
De gemeente grenst aan Assis Brasil, Epitaciolândia, Sena Madureira en Xapuri.

### Landsgrens
En met als landsgrens aan de gemeente Bolpebra en Cobija in de provincie Nicolás Suárez in het departement Pando met het buurland Bolivia.